# Al-Taybah, Tỉnh Rif Dimashq
Al-Taybah (tiếng Ả Rập: الطيبة) là một ngôi làng Syria nằm ở Markaz Rif Dimashq, Rif Dimashq. Theo Cục Thống kê Trung ương Syria (CBS), Al-Taybah có dân số 4.008 người trong cuộc điều tra dân số năm 2004.